# Leopoldsburg
Leopoldsburg (limburgisch Leopolsbörch) ist eine Gemeinde in den Kempen der belgischen Provinz Limburg mit 16.607 Einwohnern (Stand 1. Januar 2024). Leopoldsburg gehört zum Arrondissement Hasselt.

## Geschichte

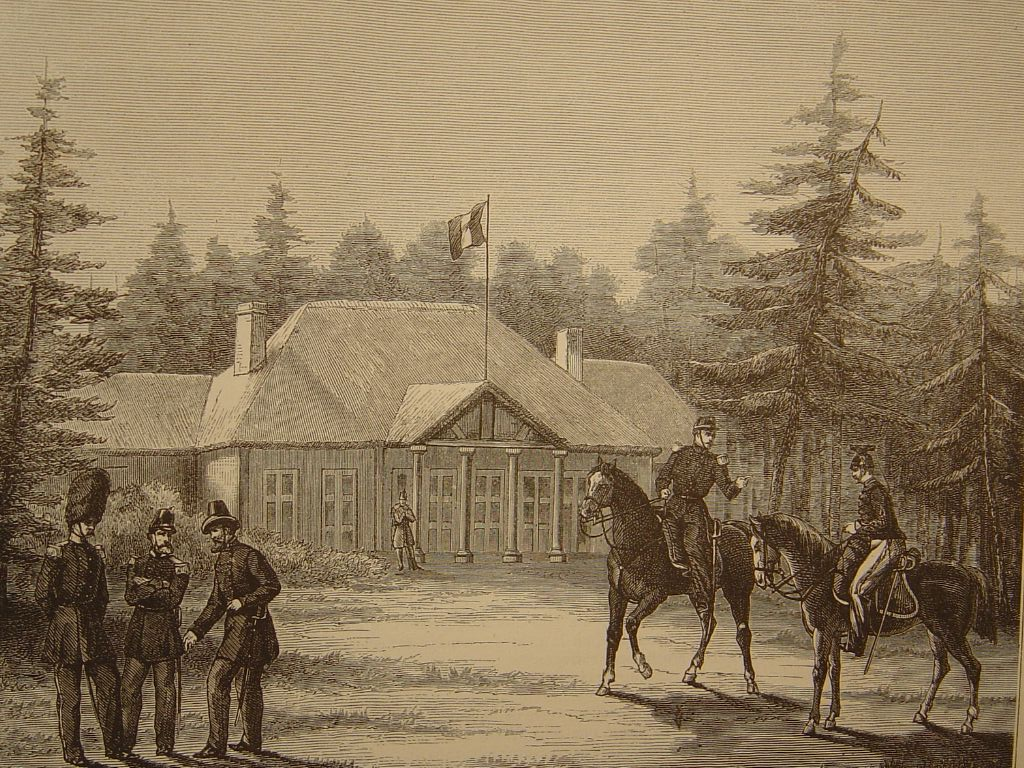
Camp de Beverlo

Leopoldsburg ist, nach Louvain-la-Neuve (entstanden 1969), der zweitjüngste Ort Belgiens. Der Ort entstand um 1850, nachdem die belgische Armee im Auftrag des Königs Leopold I. das Militärlager Kamp van Beverlo im Beverloer Heidegebiet aufbauen ließ. Das nach heutiger Norm sehr ausgedehnte Heidegebiet, das sich von Oostham über Lommel erstreckte, war im Anfang des 19. Jahrhunderts spärlich besiedelt und wurde durch Königlichen Beschluss von den Gemeinden Beverlo (heute zu Beringen) und Oostham (heute zu Ham) abgetrennt.
Im Volksmund wird Leopoldsburg immer noch „Kamp“ (Lager) oder „Strooiendorp“ (Strohendorf) genannt, nach den ersten Strohdachhäusern, die damals in der unmittelbaren Nähe des Lagers für das Militär gebaut wurden.

## Orte
Zur Gemeinde Leopoldsburg zählt das Dorf gleichen Namens, wo sich auch die Gemeindeverwaltung befindet, und weiter noch das Dorf Heppen und einige kleinere Ortschaften.

## Garnisonsstadt
In Leopoldsburg wurden verschiedene Infanterie- und Panzerbataillone der Belgische Streitkräfte untergebracht.
Während der deutschen Besetzung Belgiens im Zweiten Weltkrieg waren zahlreiche Einheiten und Verbände des Ersatzheeres und der Waffen-SS auf dem Gelände des Truppenübungsplatzes untergebracht, die dort einen Teil ihrer Ausbildung absolvierten, während sie gleichzeitig als Besatzer fungierten.
Nach der Befreiung durch die britische Armee 1944 diente das Gebiet als Stützpunkt für den weiteren Vormarsch. Am 15. September 1944 erteilte der britische Generalleutnant Brian Horrocks im damaligen Kino von Leopoldsburg seinen Truppen den Befehl zur Operation Market Garden. Die Militäroperation begann zwei Tage später an der Brücke Joe’s Bridge im Nachbarort Lommel.
Der heutige Kasernenkomplex ist der größte Standort der belgischen Armee.